# Maska (film)
Maska: Svět na Něj Zírá je americká komedie z roku 1994. V hlavní roli hraje Jim Carrey.

## Děj
Stanley Ipkiss (Jim Carrey) je bankovní úředník, který nemá příliš štěstí se ženami. Když potká Tinu (Cameron Diaz), krásnou přítelkyni vůdce mafiánské bandy Doriena, bezhlavě se do ní zamiluje. V její přítomnosti se ztrapní, nemá u ní proto téměř žádné naděje. Vše se změní až ve chvíli, kdy najde v řece zvláštní masku. Vezme si ji domů a chce ji vyzkoušet. Jakmile si masku nasadí, získá schopnosti jako hrdinové z kreslených seriálů. Pomstí se všem, kteří mu ztrpčovali život. Je z něj úplně jiný člověk. Nakonec se rozhodne, že si krásnou ženu pomocí masky získá. Aby udělal dojem, vykrade banku, čímž mu jde po krku nejen policie, ale i mafiánská banda. Zatím nikdo neví, že Maska je Stanley Ipkiss, dokud policista nenajde na místě činu kus jeho pyžama.
Dorien se lstí rozhodne zmocnit masky a Stanleyho poté předhodí policistům, aby měl klid na uskutečnění svých plánů. Tině už nevěří, unese ji a chce ji zabít (pomocí bomby umístěné v podniku jeho bývalého šéfa, kde se koná velká společenská akce). Stanleymu se podaří utéct z vězení (pomůže mu v tom jeho pes) a jde za Dorienem. Spoutaná Tina má poslední přání – aby ji Dorien políbil. Touto lstí dosáhne toho, že Dorien si sám masku sundá. V následné honičce se masky zmocní Stanleyho pes, nasadí si ji, přemůže pár zloduchů a masku si nechá svým páníčkem sundat. Stanley si masku nasadí, zneškodní bombu (spolkne ji) a osvobodí Tinu.
Poručík Mitch Kellaway, který Stanleyho pronásledoval, chce Stanleyho zatknout, ale zasáhne starosta, který byl spolu s další smetánkou přítomen na akci. Poručíkovi řekne, že Maska byl Dorien, že to všichni viděli.
Stanley odchází s Tinou a Stanleyho kolegou z práce. Zastaví se na mostě na místě, kde k masce přišel. Stanley se Tiny ptá, zda opravdu chce, aby se masky zbavil, že jí pak zůstane jen on sám. Tina masku Stanleymu vezme a zahodí do řeky. Vzápětí se pro masku do vod vrhají Stanleyho kolega a Stanleyho pes.